# Mr. A. Jonah
Mr. A. Jonah è un cortometraggio muto del 1910.

## Trama
In paese, fa un freddo cane. Il redattore del giornale locale deve pagare l'affitto e non ha i soldi per comperare il carbone. Quando passa sotto le sue finestre il carbonaio, ha un'idea: lo attacca dalla finestra. L'uomo risponde alla raffica di colpi lanciando pezzi di carbone contro gli assalitori. Quando il fumo della battagli si dirada, sul pavimento c'è abbastanza carbone per affrontare la giornata gelida.

## Produzione
Il film fu prodotto dalla Selig Polyscope Company.

## Distribuzione
Distribuito dalla Selig Polyscope Company, il film - un cortometraggio di 115 metri - uscì nelle sale cinematografiche statunitensi il 18 aprile 1910. Nelle proiezioni, veniva programmato con il sistema dello split reel, accorpato in un'unica bobina con un altro cortometraggio prodotto dalla Selig, la commedia The Rival Cooks.